# Акош Калмар
Акош Калмар (мађ. Kalmár Ákos; Баја, 11. јануар 2000) мађарски је пливач чија специјалност су трке слобдним стилом на дистанцама од 400, 800 и 1500 метара. 

## Спортска каријера
На почетку јуниорске каријере, Калмар се такмичио у маратонским тркама на отвореним водама, а прву медаљу у каријери, и то сребрну, освојио је 2016. на Светском јуниорском првенству у Хорну, као члан мешовитог мађарског тима у узрасној категорији пливача старости 14−16 година. Почетком 2017. се фокусирао на трке у базену и већ у лето исте године, на Европском јуниорском првенству у Нетањи осваја медаље у све три дугопругашке трке, од чега златну у трци на 400 слободно. Месец дана касније дебитовао је и на сениорским такмичењима, а први наступ је имао на Светском првенству чији домаћин је била Будимпешта. Калмар се на том првенству такмичио у тркама на 400 слободно (22. место) и 1500 метара (26. место).  
Током 2018. наступио је на Олимпијским играма младих у Буенос Ајресу, те Светском првенству у малим базенима у Хангџоуу где је осовјио високо седмо место у финалу трке на 1500 метара слободним стилом. 
На светском првенству у корејском Квангџуу 2019, пливао је у квалификацијама трка на 800 м слободно (19. место) и 1500 слободно (12. место), односно у квалификацијама штафета на  4×200 слободно, заједно са Козмом, Бернеком и Неметом (заузели 15. место). Годину је завршио наступом на Европском првенству у малим базенима у Глазгову где је заузео пето место у финалу трке на 1500 слободно. 